# Psí srdce
Psí srdce (rusky Собачье сердце, Sobačje serdce) je novela ruského autora Michaila Bulgakova. Jedná se o kousavou satiru bolševismu, která byla napsána v roce 1925, kdy vrcholilo období NEPu a zdálo se, že komunismus v Sovětském svazu ztrácí sílu. Všeobecně se toto dílo považuje za alegorii socialistické revoluce a „pomýleného pokusu revoluce radikálně proměnit lidstvo.“ V Sovětském svazu bylo jeho vydání původně zakázáno, ale kolovalo v samizdatu. V Rusku bylo oficiálně vydáno roku 1987. Novela se v Rusku stala kulturním fenoménem, vzbudila rozruch a diskuzi mezi lidmi všech generací, „od školáků až po politiky.“ Vznikly i filmové adaptace, které byly natočeny v ruštině a italštině, v anglickém jazyce vznikla hra a opera. V českém prostředí vzniklo několik divadelních adaptací a rozhlasová inscenace.

## Faktografie
V roce 1925 odmítli knihu vydat, zčásti kvůli vlivu Lva Kameněva, tehdejšího předního stranického představitele. V roce 1926 pak Bulgakov na námět novely napsal hru pro Moskevské umělecké divadlo. Hra však nikdy nebyla zinscenována, jelikož rukopis a kopie zabavila tajná policie NKVD. Nakonec musel zasáhnout Maxim Gorkij a získat rukopis zpět.
Novela byla v Sovětském svazu vydána až v roce 1987, více než 60 let po jejím dokončení, ovšem ruští čtenáři ji znali skrze samizdat. V roce 1968 ji vydalo v angličtině nakladatelství Harvill Press, přeložil Michael Glenny.
V Česku byla novela vydána poprvé v roce 1989 nakladatelstvím Odeon, z originálu přeložila Ludmila Dušková. Jana Klusáková sice přeložila dílo v roce 1988, nevycházela však z originálu, pracovala s dramatizací Alexandra Červinského.
Spekuluje se o tom, kdo byl předlohou pro postavu profesora Preobraženského. Jedním z návrhů je ruský chirurg Sergej Voronoff, známý pro své experimenty, kdy lidem implantoval zvířecí varlata a štítné žlázy. Dalším návrhem je profesor Vasilij Preobraženskij, který vedl petrohradský Ústav porodnictví a gynekologie v době, kdy byla novela napsána. Jeho první vědecká publikace se týkala transplantace vaječníků do mužského těla. Stejně jako fiktivní profesor „neměl rád proletariát“, a možná právě proto ho poslali do Archangelsku, kde pokračoval ve své práci, která se týkala mimo jiné i transplantace vaječníků, což mělo údajně krátkodobý efekt omlazení.

## Děj
Moskva, rok 1924.
Potulného psa, který jednoho zimního dne prohrabává odpadky, najde kuchař a opaří ho vroucí vodou. Opuštěný pes leží ve dveřích, čeká na svůj konec, utápí se v sebelítosti a rozjímá nad svým životem. K jeho překvapení jej však objeví úspěšný chirurg Filipp Filippovič Preobraženskij (jehož jméno je odvozeno od ruského slova преображение a znamená 'přetvoření' nebo 'proměna') a nabídne psovi kus klobásy. Pes je radostí bez sebe a následuje Filippa do jeho bytu. Nový majitel jej pojmenuje Baryk (v ruském originálu Шарик, Šarik). Psovi se to zdá ironické, neboť jméno „Šarik“ se mu zdá vhodné pro rozmazleného tlustého psa (Šarik znamená „malá koule, kulička“).
V domě se Baryk seznámí s chodem domácnosti doktora Preobraženského, pozná i lékaře Ivana Arnoldoviče Bormentala (student profesora a jeho chráněnec) a dvě komorné: Zinajdu Prokofjevnu Buninovou a Darju Petrovnu Ivanovovou. Navzdory profesorovu dosti razantnímu antikomunistickému přístupu je díky častým lékařským návštěvám vedoucích představitelů KSR(b) nedotknutelný. V důsledku toho odmítá vzdát se některého ze svých sedmi pokojů a zachází s bolševiky v domovním výboru, který vede Švonder, s neskrývaným opovržením. Baryk, ohromen svým novým páníčkem, se snadno vžije do role „panského psa“.
Po několika dnech začne jedna z komorných brát Baryka na procházky Moskvou. Baryk se naparuje ve svém novém obojku a nadávky toulavého psa, se kterým se mine, jej nechávají chladným. Poté, co se zlepší Barykův zdravotní stav, profesor konečně odhalí důvod toho, proč se Baryka ujmul. Zatímco připravují Filippovu laboratoř, zamkne Baryka v koupelně. Baryk, vzteky bez sebe, plánuje jak opět zaútočí na Filippovu vycpanou sovu a v tom se dveře otevřou a odtáhnou jej do laboratoře. Tam mu podají sedativa a začíná operace. Zatímco Bormental asistuje, profesor implantuje Barykovi lidskou hypofýzu a varlata. Tyto orgány vyřízli z těla Klima Grigorjeviče Čugunkina, zloděje-recidivisty, alkoholika a tyrana, který byl zabit při rvačce. Pouze opakované injekce adrenalinu do srdce udrží psa při životě.
Po této scéně se příběh přesouvá z pohledu Baryka k vyprávění z pohledu Bormentala, prostřednictvím jeho poznámek k případu. Celou novelu je však přítomen i pohled třetí osoby.
Během týdnů po operaci jsou členové domácnosti v šoku, jelikož Baryk se začne měnit v neuvěřitelně zanedbaného, a na první pohled primitivního člověka. Baryk a Preobraženskij se dohodnou se Švonderem a ten bývalému psovi vyřídí papíry. Baryk sám si zvolí jméno „Polygraf Polygrafovič Barykov“. Po těchto událostech se profesor a Bormental trpělivě snaží naučit Barykova základní etiketu. Místo toho se Barykov dobrým způsobům vysmívá a označuje je jako relikvii carského režimu. Trvá na tom, že je lepší se chovat „přirozeně“. V důsledku toho Barykov kleje před ženami, odmítá se oholit, obléká se do špinavého oblečení a jí jako naprostý neandrtálec.
Barykov postupně promění profesorův život v živoucí peklo. Jednoho dne omylem zničí vodovodní kohoutek při honbě za kočkou. Dveře od koupelny jsou zamčené, Barykov není schopen je odemknout a zaplaví celý byt. Později se i pokusí sexuálně napadnout jednu z komorných. Rozzuřený Bormental opakovaně udeří Barykova a donutí ho se omluvit. Rozzuřený Barykov opustí byt a vrátí se až za několik dní.
Později Bormental prosí profesora o svolení, aby mohl Barykova nadopovat a zabít arsenem a nazve ho „člověkem se psím srdcem“. Profesor je zděšený a domlouvá Bormentalovi, aby nevinil psa. Vysvětluje, že jsou to právě části lidského těla, které pocházejí z opilce bez domova s bolševickými sympatiemi, které jsou strůjcem všech Barykovových vad. Bormental tedy navrhne, aby operaci zopakovali a použili tělo génia. Profesor opět odmítá a vysvětluje, že operace měla za úkol vylepšit lidskou rasu. V rozporu se svými dřívějšími názory profesor připouští, že každá rolnická žena by mohla porodit génia a že eugenika je proto ztrátou času. Na závěr profesor odmítá povolit vraždu Barykova i odčinit operaci, která by ho mohla snadno zabít.
Krátce poté se Barykov vrátí a vysvětluje, že v době své nepřítomnosti chodil do práce, o kterou se mu zařídil Sovětský Svaz. Teď tráví svůj pracovní den chytáním a škrcením toulavých koček. Říká, že strana z nich dělá levné kožichy pro dělnickou třídu. Krátce nato přivede Barykov domů kolegyni, kterou představí profesorovi jako svoji snoubenku. Místo aby jim dal vlastní pokoj, jak Barykov požaduje, vezme profesor ženu stranou a vysvětlí jí, že Barykov je produktem laboratorního experimentu, který se strašlivě zvrtl. Barykov ženě tvrdil, že byl zmrzačen v boji s bílou armádou admirála Alexandra Kolčaka na Sibiři. Když se dozví pravdu, opouští byt v slzách. Barykov vzplane nenávistí a přísahá, že ji nechá vyhodit. Bormental opět zmlátí Barykova a donutí ho slíbit, že nic takového neudělá.
Následující den přijíždí vyšší funkcionář strany, trpělivý a dobrý přítel profesora Preobraženského Petr Alexandrovič, a oznámí profesoru, že Barykov ho udal tajné policii Čeka. Vysvětlí, že mu ale nic nehrozí, jelikož strana Barykovovi nedůvěřuje a odchází. Když se Barykov vrátí, profesor a Bormental mu nařídí, aby opustil byt. Barykov odmítne a místo toho tasí revolver. Rozzuřený profesor a Bormental se na něj vrhnou.
Té noci v bytě zavládne zlověstné ticho a světla svítí až do pozdních hodin. V následujících dnech vypadají profesor a Bormental mnohem uvolněněji.
Nakonec dorazí policie doprovázená Švonderem, který se škodolibě usmívá. Mají povolení k prohlídce a dožadují se, aby profesor a Bormental přivedli Barykova pod hrozbou okamžitého zatčení. Profesor se však nenechá zastrašit a nařídí Bormentalovi, aby přivedl Barykova, který se postupně mění zpět v psa. Profesor vysvětluje změnu jako přírodní jev, i když čtenáři je zřejmé, že on a Bormental jednoduše zvrátili operaci. Policie odchází v čele s rozlíceným Švonderem.
Po nějaké době se situace uklidní a vše se vrací zpět do starých kolejí. Baryk, který už je zpět ve své psí podobě, s radostí obnoví svůj status panského psa. Na konci knihy je čtenář svědkem jeho vnitřního monologu, kde se mísí „psí“ myšlenky s pozůstatky těch „lidských“.

## Hlavní postavy
- Baryk - potulný pes, kterého profesor Preobraženskij najde na moskevské ulici.
- Polygraf Polygrafovič Barykov - člověk, který se proměnil ze psa (Baryk) po operaci profesora Preobraženského.
- Filipp Filippovič Preobraženskij - brilantní chirurg, „světová kapacita“, který žije v Moskvě ve 20. letech 20. století.
- Ivan Arnoldovič Bormental - mladý doktor, asistent profesora Preobraženského.
- Zinajda Prokofjevna Bunina - mladá dívka, komorná profesora Preobraženského.
- Darja Petrovna Ivanova - kuchařka profesora Preobraženského.
- Fjodor - správce domu, kde profesor Preobraženskij bydlí.
- Klim Grigorjevič Čugunkin - zabit při rvačce, zloděj-recidivista, alkoholik a násilník, jehož hypofýza a varlata byly použity při operaci Baryka.
- Švonder - předseda domovního výboru.

## Náměty
Novela byla interpretována jako satira bolševismu a také jako kritika eugeniky. Obecně se dílo vykládá tak, že se Bulgakov snažil poukázat na všechny nesrovnalosti systému, ve kterém by se Barykov, muž se psí inteligencí, mohl stát důležitým kolečkem ve stroji. Barykov je považován za „reinkarnaci odpudivého proletáře“ a profesor podle J. A. E. Curtise představuje „hyperbolickou vizi buržoazního snu“.
V příběhu je kladen důraz na hru se jmény. Jméno Preobraženskij je odvozeno od ruského slova преображение, které znamená „proměna“. „Šarik“ je běžné jméno pro psy v Rusku a znamená „malá koule, kulička“ (v českém překladu proto překladatelka zvolila jméno Baryk, které je běžné v Česku).
Křestní jméno a jméno po otci „Polygraf Polygrafovič“ je upomínkou na nesmyslnou tradici zdvojených jmen v ruské literatuře, která sahá až k hrdinovi Akakiji Akakijeviči, v povídce Plášť od Nikolaje Gogola. Název je také satirou na nové konvence pojmenování v raném Sovětském svazu. Jméno dárce, alkoholika a pobudy, který nedobrovolně věnoval své orgány, je Čugunkin („čugun“ znamená litina) a lze považovat za parodii na jméno Stalin („staľ“ znamená ocel).

## V populární kultuře

### Česká kultura
Jako první v České republice uvedlo toto dílo Národní divadlo Brno a to 20. ledna 1989, hra byla pojata jako činohra. Režie se ujal Anatolij Ivanov a hlavní roli si zahrál Zdeněk Černín (v pojetí překladatelky Aleny Morávkové však ztvárnil psa Bobíka a člověka Bobikova, na rozdíl od jmen, která použila překladatelka Ludmila Dušková, tedy Baryk/Barykov).
Pavel Linhart v roce 1990 zrealizoval rozhlasovou inscenaci Psího srdce, hlavní roli Barykova ztvárnil Boris Rösner. Dramatizace: Anna Smetanová, Hududební improvizace: Josef Konšal, Radim Hladík, Hráli: Jan Kačer, Ilja Racek, František Němec, Boris Rösner, Eliška Vitanovská, Zdeněk Žák, Milan Riehs, Zuzana Skalická, Rudolf Hrušínský ml., Nina Divíšková, Jiří Lábus, Dana Batulková, Jiří Hálek, Jan Skopeček, Jan Hrušínský, Věra Tichánková, Alena Kreuzmannová, Jitka Sedláčková, Jaroslava Kretschmerová a Ivan Jiřík. Dramaturgie: Dagmar Jaklová-Oravová, překlad: Ludmila Dušková, režie: Pavel Linhart.
V roce 2002 připravila Divadlo v Řeznické inscenaci s názvem Pokus Pes čili potwor (režie se účastnil celý herecký kolektiv, např. Vanda Hybnerová, Boris Hybner, Saša Rašilov, a další).
V roce 2003 slavila se svojí inscenací novely úspěch Komorní scéna Aréna. V dramatizaci a režii Sergeje Fedotova vyhrála Cenu Alfréda Radoka, zvítězila v kategorii Nejlepší inscenace roku a herec Michal Čapka byl oceněn za roli Psa (Šaryk/Šarykov) a získal cenu za Mužský herecký výkon.

### Zahraniční kultura
Na motivy novely složil v roce 1973 William Bergsma komickou operu The Murder of Comrade Sharik (Vražda soudruha Šarika - v anglickém překladu bylo jméno pouze transkribováno do podoby Sharik). V roce 1976 byl natočen italský film s názvem Cuore di cane a hlavní roli si zahrál Max von Sydow, který ztvárnil Preobraženského.
Sovětský film z roku 1988, Psí srdce, byl natočen černobíle a režíroval jej Vladimir Bortko. Značná část scén byla natočena z nezvykle nízkého pohledu, očima psa.
V roce 2007 zinscenovala operní společnost Guerilla Opera premiéru Psího srdce, kterou složil Rudolf Rojahn. Režie se ujala Sally Stunkel. V roce 2010 režíroval druhou inscenaci Copeland Woodruff.
V roce 2010 představila nizozemská operní skupina De Nederlandse Opera premiéru, kterou složil Alexandr Raskatov, režie Simon McBurney. Stejnou operu si vybrala v lednu 2014 i Opéra de Lyon.
V březnu 2011 proběhla premiéra Psího srdce na Univerzitě v Leedsu, režírovali James Ahearne a Matthew Beaumont.
Nová hudební adaptace Psího srdce vznikla v Austrálii a debutovala v květnu 2014, scénář napsal Jim McGrath, hudbu složil Marc Robertson a režíroval Nick Byrne.